# Žalalabat
Žalalabat (kirgiski: Жалалабат) je grad u Kirgistanu u središnjoj Aziji. Administrativno je i gospodarsko središte Žalalabatske oblast u jugozapadnom Kirgistanu, s populacijom od oko 89.000 stanovnika. Grad se nalazi na sjeveroistočnom dijelu Fergane doline uz rijeku Kugart, u podnožju planine Babash Ati, u neposrednoj blizini Uzbekistana.
Žalalabat je poznat po svojim mineralnim izvorima u svojoj okolici, a za vodu iz obližnjeg Azreti-Ayup-Paygambara dugo se vjerovalo da liječe gubavce. U vrijeme SSSR-a lječilišta nude mineralne programe za pročišćavanje vode za osobe s različitim kroničnim bolestima. Flaširana mineralna voda iz regije prodaje se diljem zemlje i inozemstva.
Jedan od glavnih grana kirgiškog Puta svile prolazi kroz Žalalabat, te je regija domaćin mnogim putnicima tisućama godina, iako je malo arheoloških ostataka vidljivio i danas. Malo ostataka se nalazi u udaljenijim dijelovima regije kao što Saimalu Tash i Chatkal dolina.
Početkom 19. stoljeća sagrađena je mala tvrđava, i osnavan mali kishlak (ruralno naselje polunomadsko). Mještani su sudjelovali u poljoprivredi, trgovini i obskrbljavanju hodočasnika u posjetu lječilištu. Zatim se 1870. ruski doseljenici doseljavaju u regiju.

## Vanjske poveznice
- OpenStreetMap